# Juan Díaz Caneja
Juan Díaz-Caneja Candanedo (León, 24 de junio de 1877-Pozo de Urama, 26 de julio de 1948) fue un escritor y jurista español.

## Biografía
Era hijo de Domingo Díaz-Caneja y Díaz-Caneja, natural de Oseja de Sajambre, y de Josefa Candanedo y Carrandi, natural de la ciudad de León. Se casó con la palentina Cirila Betegón, hija de un terrateniente, que desaconsejaba este enlace matrimonial por considerarlo hombre de poca posición, pero al fin cedió cuando el futuro yerno le defendió brillantemente en un pleito. La boda se celebró en 1905.
Colaboró con Revista Castellana, dirigida por Narciso Alonso Cortés. Fue, además, autor de textos castellanistas: Apuntes sobre la emigración castellana (1909), La emigración en Castilla (1912) y Castilla y las zonas neutrales (1915). Años antes, entre 1909 y 1910, fue director del periódico El Ideal Castellano.
Firmaba algunos de sus artículos con los seudónimos «Juan sin Tierra» y «Juan de Castilla». Con este último nombre, la revista Castilla, revista regional ilustrada, de Toledo, publicó una serie de artículos atribuidos a Santiago Camarasa. Juan Díaz-Caneja publicó algún artículo con su nombre, sin seudónimo, en la citada revista toledana, como «Del solar castellano. Una carta interesante» (1919). Además, un artículo firmado con el nombre de Juan de Castilla apareció en el periódico castellanista burgalés La Voz de Castilla de 27 de mayo de 1917.
Juan Díaz-Caneja Candanedo fue candidato de Unión Castellana Agraria en las elecciones legislativas de junio de 1931. En 1932, se autodenominaba «regionalista castellano» y pronunciaba, en la Casa de Palencia en Madrid, «El problema catalán visto por un regionalista castellano».
En junio de 1931, en la presentación de Unión Castellana Agraria en el Teatro Sarabia, de Carrión de los Condes, dijo sobre su trayectoria política:

También se dijo de mí que era separatista, porque defendía el criterio de Cataluña. Pero no se dieron cuenta de que yo era separatista de aquellos que en los años 1915 al 1920 seguían pensando con el criterio que podían pensar los habitantes de las cuevas troglodíticas de Altamira; separatista de aquellos caciques que a su antojo disponían de la voluntad libérrima de los electores. Y aplaudía el criterio de Cataluña, porque quería conseguir el regionalismo de Castilla; no el regionalismo político, sino el administrativo [...]. Castilla —y perdónenme la vulgaridad la frase— se está jugando las diez de últimas. El problema es agudo y nuestra región necesita defender su personalidad y demostrar al país que vive con vida fuerte y propia.

Padre del pintor Juan Manuel Díaz Caneja (1905-1988), pintor del paisaje castellano y opositor al régimen del general Franco, de filiación comunista.

## Obras

### Novelas
- La cumbre (1908)
- Cumbres palentinas (1915)
- Verde y azul (1927)
- Josef el Santero: estampas montañesas (1942)

### Ensayo
- Estudios sociológico-jurídico: vagamundos de Castilla (1903)
- Apuntes sobre la emigración castellana (1909)
- La emigración en Castilla (1912)
- Elogio a Tolstoi
- Monografía del obrero y el agricultor castellano
- Así nació el anarquismo
- Castilla y las zonas neutrales (1915), conferencia pronunciada en el Ateneo Científico, Literario y Artístico de Madrid
- El contrato de arrendamiento de fincas rústicas en el código civil español (1918)
- Paisajes de Reconquista (1926)
- Comedia musical cinematográfica (1934)
- El cerco de Madrid: apuntes de un sitiado (póstumo 2004)
- El misterio Aguilar y otros relatos de montaña (póstumo, 2006)

### Artículos
- Del solar castellano. Una carta interesante (1919)
- "Vida y muerte del Sella" (revista Oasis, n.º 4, febrero 1935)